# 罗萨里娅·阿耶洛
罗萨里娅·阿耶洛（義大利語：Rosaria Aiello，1989年5月12日—），意大利女子水球运动员。她曾代表意大利国家队参加2016年夏季奥林匹克运动会女子水球比赛，结果获得一枚银牌。